# Kazper Karlsson
Kazper Karlsson, né le 21 mars 2005 à Göteborg en Suède, est un footballeur suédois qui évolue au poste de milieu central à l'AIK Solna.

## Biographie

### En club
Né à Göteborg en Suède, Kazper Karlsson est notamment formé par le BK Häcken avant de rejoindre l'Halmstads BK. Le 2 juillet 2021 il signe son premier contrat professionnel avec son club formateur.
Il joue son premier match dans l'Allsvenskan, la première division suédoise, le 2 avril 2023, lors de la première journée de la saison 2023 face à l'AIK Solna. Il est titularisé et son équipe s'impose par deux buts à un.
Le 1er février 2024, Kazper Karlsson rejoint l'Italie afin de s'engager en faveur du Bologne FC.
Le 1er février 2025, Kazper Karlsson fait son retour en Suède en signant en faveur de l'AIK Solna, pour un contrat de quatre ans, soit jusqu'en décembre 2028,.

### En sélection
Il représente l'équipe de Suède des moins de 19 ans, jouant un total de neuf matchs, entre 2022 et 2023.